# الزربات (السدة)

تعديل مصدري - تعديل

الزربات محلة تابعة لقرية بيت الرميصة، التابعة لعزلة الاعماس بمديرية السدة إحدى مديريات محافظة إب في الجمهورية اليمنية.، بلغ تعداد سكانها 37 حسب تعداد اليمن لعام 2004.